# Belgrave South
Belgrave South är en del av en befolkad plats i Australien. Den ligger i kommunen Yarra Ranges och delstaten Victoria, omkring 35 kilometer öster om delstatshuvudstaden Melbourne. Antalet invånare är 1 662.
Runt Belgrave South är det ganska tätbefolkat, med 222 invånare per kvadratkilometer.. Närmaste större samhälle är Berwick, omkring 11 kilometer söder om Belgrave South.
I omgivningarna runt Belgrave South växer i huvudsak städsegrön lövskog. Genomsnittlig årsnederbörd är 1 244 millimeter. Den regnigaste månaden är juli, med i genomsnitt 140 mm nederbörd, och den torraste är januari, med 49 mm nederbörd.